# Al-Dhafra
al-Dhafra (arabisch الظفرة, DMG aẓ-Ẓafra) ist ein Sportverein aus Madinat Zayed, Abu Dhabi (Vereinigte Arabische Emirate). Aktuell, Stand Oktober 2024, spielt der Verein in der zweiten Liga, der UAE First Division League.

## Geschichte
Seit Gründung 2000 konnte es die Fußballabteilung nicht schaffen, sich langfristig in der ersten Liga zu etablieren. Einem Aufstieg folgte meist gleich wieder ein Abstieg und der erneute Wiederaufstieg. Erst nach dem Aufstieg 2006/07 gelang es erstmals, mit einem 10. Platz die Klasse zu halten.

## Vereinserfolge

### National
- 2. Liga: Meister und Aufsteiger 2006/07[1]

## Stadion
Seine Heimspiele trägt der Verein im al-Dhafra-Stadion aus.

## Spieler
- Róbert Waltner (2007–2008)

## Trainer
- Alexandre Guimarães (2010–2011)